# USS San Francisco (CA-38)
Lo USS San Francisco (classificazione e distintivo ottico CA-38) è stato un incrociatore pesante della United States Navy, appartenente alla classe New Orleans e così nominato dall'omonima città della California. Fu impostato nel settembre 1931 ed entrò in servizio nel febbraio 1934.
Inserito nella 6ª Divisione incrociatori, trascorse gli anni trenta compiendo esercitazioni combinate sia nell'Oceano Pacifico, sia nell'Oceano Atlantico e partecipando a una crociera di visite diplomatiche in America Meridionale. Con l'inizio della seconda guerra mondiale in Europa, il San Francisco fece brevemente parte della pattuglia navale statunitense in Atlantico. Il 7 dicembre 1941, quando l'Impero giapponese attaccò Pearl Harbor, si trovava nel locale cantiere privo di apparato motore e armi, tutte in revisione: non subì tuttavia alcun danno. Nei primi sei mesi del 1942 scortò convogli nel Pacifico e partecipò a un veloce raid contro le teste di ponte giapponesi in Nuova Guinea; fu poi aggregato alla flotta d'invasione allestita per la campagna di Guadalcanal, nel corso della quale continuò, assieme alle altre unità della Task force 64, a scortare convogli. Come tale ebbe parte nella battaglia di Capo Speranza svoltasi a ovest di Guadalcanal nella notte dell'11-12 ottobre, affondando un cacciatorpediniere nipponico; trasferito alla Task force 67 del contrammiraglio Daniel Callaghan, nella notte del 12-13 novembre combatté nella violenta battaglia navale di Guadalcanal, nel corso della quale fu ripetutamente colpito da proiettili di grosso calibro che provocarono danni estesi.
In riparazione dal dicembre 1942 al febbraio 1943, fornì copertura e supporto alle operazioni anfibie nelle isole Aleutine fino ad agosto, poi fu riassegnato alla Task force 58 con la quale ai primi di ottobre attaccò l'isola di Wake. Diresse quindi nel Pacifico meridionale, dove bombardò gli atolli di Tarawa e Makin (isole Gilbert), quindi scortò le portaerei della TF 58 nelle incursioni sulle isole Marshall (dicembre e gennaio 1944) e assisté le truppe dell'esercito nella battaglia di Kwajalein. Riprese poi il ruolo di scorta e accompagnò le portaerei nelle isole Caroline (febbraio) e al largo della Nuova Guinea (aprile). Tra il giugno e il luglio 1944 partecipò attivamente alla campagna delle isole Marianne supportando le divisioni sbarcate e difendendo le portaerei nell'importante battaglia del Mare delle Filippine: da agosto a ottobre fu profondamente revisionato, quindi tornò a scortare le portaerei nelle loro incursioni su Cina, Formosa, Giappone. Dal 19 al 27 febbraio 1945 si unì alla forza da bombardamento navale che appoggiava le divisioni Marine coinvolte nella battaglia di Iwo Jima e, dopo una breve tregua, svolse analogo compito durante la battaglia di Okinawa: nel corso di quest'ultima utilizzò intensivamente il proprio armamento contro obiettivi terrestri.
Terminata la guerra nell'agosto 1945 operò per alcuni mesi nel Mar Giallo in veste di forza d'occupazione, quindi a novembre fece ritorno negli Stati Uniti. Nel gennaio 1946 si ancorò a Philadelphia, dove a febbraio fu sospeso dal servizio e integrato nella Flotta di riserva dell'Atlantico. Nel settembre 1959, disarmato, fu venduto a una compagnia metallurgica che si occupò della sua demolizione.

## Caratteristiche
Il San Francisco era uno dei sette incrociatori pesanti componenti la classe New Orleans. Lo scafo era lungo 179,22 metri fuori tutto; la larghezza massima arrivava a 18,90 metri e il pescaggio misurava 7 metri. La nave dislocava 11.300 tonnellate standard e una stazza lorda di 12.411 tonnellate.
L'apparato motore era composto da otto caldaie Babcock & Wilcox, accoppiate a quattro turbine a ingranaggi a vapore Parsons/Westinghouse; ogni turbina dava potenza a un albero motore dotato di elica. L'apparato motore sviluppava 107.000 shp e poteva spingere l'incrociatore a una velocità massima di 32,7 nodi (poco più di 60 km/h).

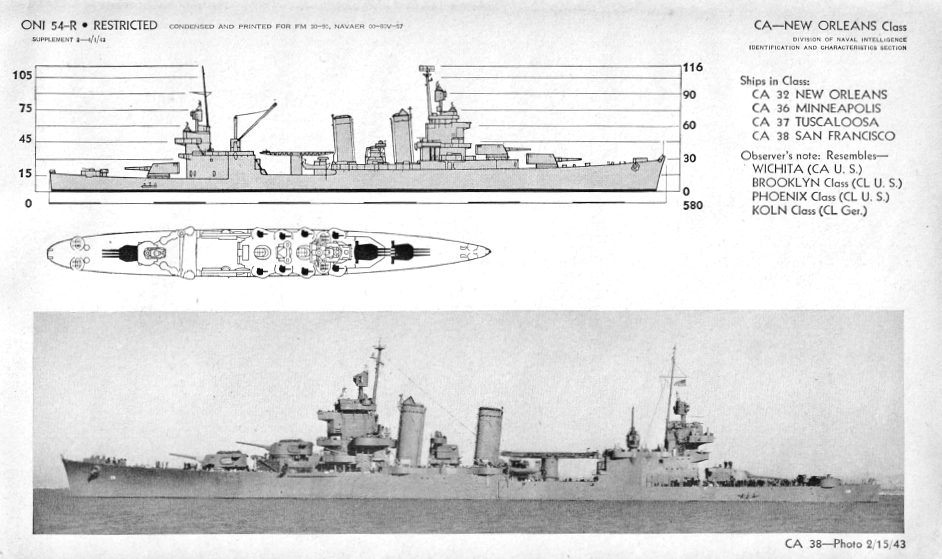
Il profilo del San Francisco in uno studio edito dall'Office Naval Intelligence sulla classe New Orleans

L'incrociatore era armato con una batteria principale di nove cannoni Mark 13 ("modello 13") da 203 mm lunghi 55 calibri (L/55) suddivisi in tre torri trinate, due a prua sovrapposte e una a poppa. La difesa contraerea si basava su otto cannoni Mark 10 da 127 mm L/25 in impianti singoli e otto mitragliatrici pesanti Browning M2 da 12,7 mm montate singolarmente; nel 1942 furono installati anche quattro impianti quadrinati di cannoni Bofors da 40 mm L/56 (modelli 1 e 2) e dodici cannoni Oerlikon da 20 mm L/70 (modelli 2, 3 e 4) su affusto individuale. La corazzatura delle torrette era spessa al massimo 203 mm (il valore minimo, 38 mm, si riscontrava sul tetto) mentre le barbette erano spesse 127 mm; la torre di comando era dotata corazzature da 165 mm. Il ponte variava tra i 32 mm e i 57 mm e la cintura era spessa 127 mm per la fascia superiore e 76 mm per quella inferiore.
L'incrociatore era manovrato da un equipaggio formato da 65 ufficiali e 686 marinai in tempo di pace che saliva a 1.121 uomini in guerra. Una fonte afferma invece che l'equipaggio contava 800 uomini in totale. Commissionato in un'epoca anteriore all'uso di radar, l'incrociatore era stato dotato di quattro idrovolanti da ricognizione Vought OS2U Kingfisher lanciabili mediante due catapulte installate a mezzanave; una volta effettuata la missione di perlustrazione, i velivoli ammaravano e potevano essere recuperati con degli argani.

## Servizio operativo

### Varo
L'incrociatore pesante San Francisco, seconda unità a portare tale nome nella United States Navy, fu impostato il 9 settembre 1931 ai cantieri della marina di Mare Island, poco lontano da Vallejo (California), e varato il 9 marzo 1933 nel corso della cerimonia tenuta dalla signora Barbara M. Bailly; entrò in servizio il 10 febbraio 1934. Gli fu assegnato l'indicativo di chiamata in alfabeto fonetico "November-India-Juliet-Zulu" valido per le chiamate radio e fu posto agli ordini del capitano Royal Eason Ingersoll.

### Anni trenta

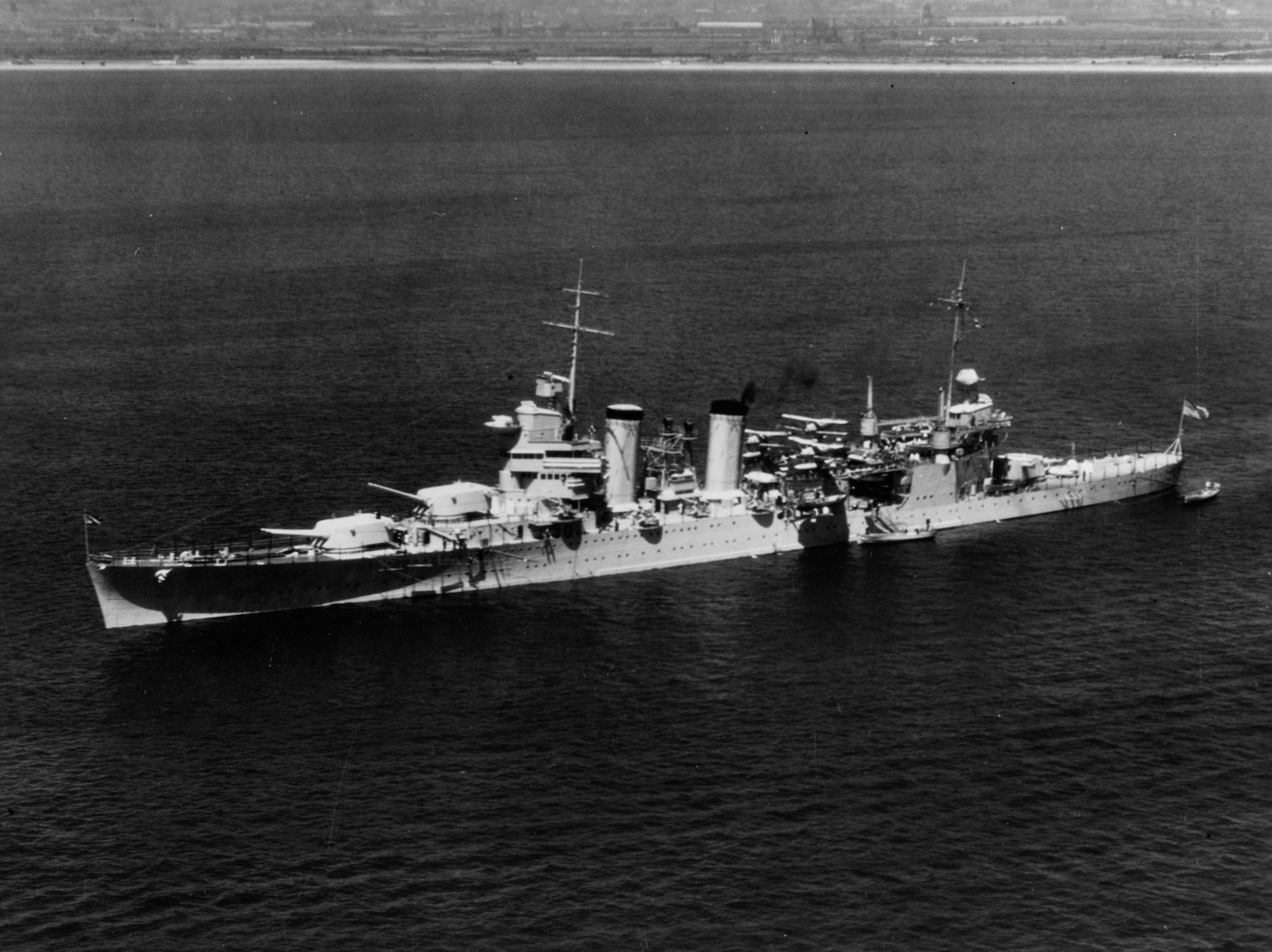
Il San Francisco all'àncora nella baia di San Pedro, in California, un anno dopo l'entrata in servizio

La crociera di addestramento e collaudo fu assai lunga e portò il San Francisco nelle acque al largo del Messico, delle Hawaii nell'Oceano Pacifico, della capitale Washington, della zona del canale di Panama e della Columbia Britannica, prima di tornare ai cantieri di Mare Island: qui vennero installati i cannoni e furono implementate altre attrezzature per renderlo idoneo a servire come nave ammiraglia. I lavori durarono fino all'inizio del 1935; a febbraio il San Francisco si unì alla 6ª Divisione incrociatori con base a San Diego, California, con la quale nel corso di maggio operò nell'esercitazione di flotta XVI (fleet problem) svoltasi al largo delle costa occidentale statunitense. Partecipò a una seconda sessione di addestramento nella stessa area in giugno. Il 20 del mese il capitano Ingersoll passò il comando al capitano William Lewis Beck, quindi a luglio l'incrociatore prese parte a ulteriori manovre ancora più a nord, vicino l'Alaska; in agosto si ancorò nuovamente a San Diego. Fino alla fine del 1938 continuarono le crociere tra le Hawaii, la California e la costa del Perù. Nel frattempo cambiò nuovamente comandante il 29 maggio 1937, quando il capitano Ralph Chandler Parker sostituì Beck. Nel gennaio 1939 il San Francisco fece ritorno nell'Oceano Atlantico per partecipare all'esercitazione complessa XX (fleet problem), che si tenne a est delle Piccole Antille. Divenuto nave ammiraglia della 7ª Divisione incrociatori in marzo, salpò con gli incrociatori pesanti USS Tuscaloosa e USS Quincy ai primi di aprile dalla baia di Guantánamo (Cuba) per condurre una crociera di visite diplomatiche che toccò Caracas, Buenos Aires, Rio de Janeiro; attraversò poi durante maggio lo Stretto di Magellano in tempesta e fece tappa a Valparaíso e Callao. A giugno passò il canale di Panama e fece ritorno sulla costa orientale statunitense, completando così il lungo periplo. Una volta in porto, il 19 giugno il capitano Parker cedette l'incarico al parigrado Charles Moulding Yates.

### La seconda guerra mondiale
Il 1º settembre 1939 la Wehrmacht della Germania nazista dette avvio alla campagna di Polonia, scatenando la seconda guerra mondiale. Gli Stati Uniti organizzarono con i capi di governo delle nazioni americane una zona neutrale attorno alle coste dei due continenti: la marina statunitense si fece carico del pattugliamento di tale area interdetta ai combattimenti, stabilendo la neutrality patrol ("pattuglia della neutralità"). Il 14 settembre anche il San Francisco, lasciata Norfolk con rotta sud, vi si aggregò; aveva a bordo passeggeri e merci di vario tipo che scaricò a San Juan, capitale dell'isola di Porto Rico, quindi eseguì una perlustrazione delle isole caraibiche fino a sud di Trinidad e Tobago. Completò la ricognizione il 14 ottobre, dopo essere tornato indietro e aver fatto scalo prima a San Juan, poi ancorandosi a Norfolk.

#### 1940 - 1941

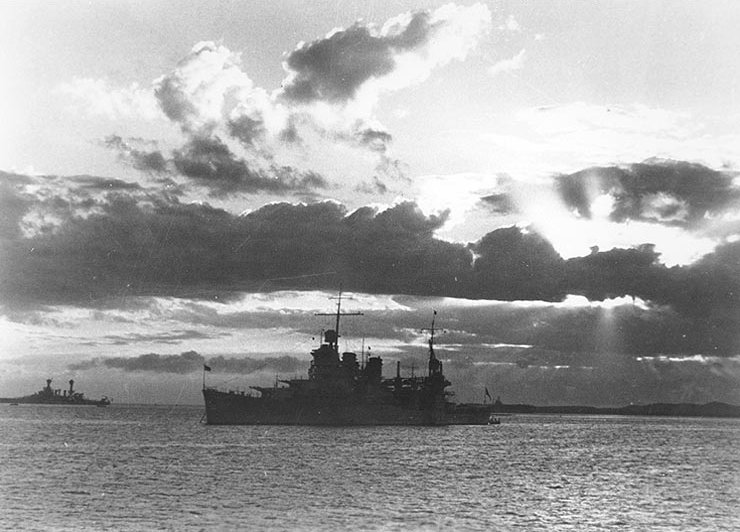
Il San Francisco alla fonda nella baia di Guantánamo a Cuba, all'epoca del suo periodo come nave ammiraglia della 7ª Divisione incrociatori

Il San Francisco rimase in porto fino all'11 gennaio 1940, quando partì alla volta della base navale di Guantánamo: qui passò le consegne di nave ammiraglia della 7ª Divisione all'incrociatore pesante USS Wichita prima di tornare come da ordini alla Flotta del Pacifico. Attraversò il canale nel tardo febbraio, fece tappa a San Pedro e a marzo si ormeggiò a Pearl Harbor, dove fu nuovamente inserito nella 6ª Divisione incrociatori. Nel corso di maggio fu sottoposto a revisione ai cantieri di Mare Island, che comprese anche l'installazione di quattro cannoni contraerei da 76 mm; fece ritorno a Pearl Harbor il 29 settembre. Il resto del 1940 e i primi mesi del 1941 furono spesi in crociere, addestramenti ed esercitazioni nel Pacifico orientale. Agli inizi del maggio 1941 il San Francisco fu selezionato per divenire nave ammiraglia della 6ª Divisione (passando il 27 maggio agli ordini del capitano Daniel Callaghan) e alla fine di luglio intraprese un viaggio a Long Beach tornando alla base il 27 agosto; nel corso di settembre la bandiera del comandante di divisione venne ammainata e l'11 ottobre fu posto in secca nei cantieri della marina a Pearl Harbor per una serie di lavori, la cui conclusione fu prevista per il 25 dicembre.
Il 7 dicembre 1941 l'Impero giapponese effettuò l'attacco di Pearl Harbor come extrema ratio per assicurarsi le fonti petrolifere nelle Indie orientali olandesi e bloccare sul nascere ogni possibile intervento della Flotta del Pacifico statunitense. Il San Francisco si trovò in una situazione drammatica: l'apparato motore era stato smontato per un'approfondita revisione, le granate da 203 mm e 127 mm erano ancora immagazzinate a terra e i cannoni da 76 mm erano stati sbarcati per installare quattro impianti quadrinati da 28 mm che tuttavia non erano ancora stati trasportati alla base. Addirittura mancavano le mitragliatrici pesanti Browning M2 da 12,7 mm, rimosse dai supporti per manutenzione. L'equipaggio del San Francisco, oltretutto a organico incompleto, tentò di contrastare i numerosi velivoli giapponesi adoperando fucili e due mitragliatrici da 7,62 mm; alcuni passarono a bordo dell'incrociatore pesante USS New Orleans, anch'esso in secca e sprovvisto di energia elettrica, per aiutare a brandeggiare e caricare i pezzi antiaerei da 127 mm; qualche altro marinaio passò casse di munizioni da mitragliatrice al cacciatorpediniere Tracy. Alle 10:00 circa l'azione ebbe termine senza che il San Francisco avesse patito danni di sorta. Il 14 dicembre la nave riprese il mare come parte della Task force 14, incaricata di sbarcare sull'isola di Wake nel Pacifico centrale (assediata dalla marina imperiale giapponese) uno squadrone da caccia imbarcato sulla portaerei USS Saratoga e un battaglione di fanteria, unità appartenenti al Corpo dei Marine; tuttavia l'isola cadde il 23 dicembre e la Task force lasciò i reparti alle isole Midway, tornando a Pearl Harbor il 29.

#### 1942
L'8 gennaio 1942 il San Francisco, compreso nella Task force 8, partì con rotta sud-ovest per incontrarsi con un convoglio navale che portava rinforzi a Tutuila, nelle isole Samoa. Giunta nell'arcipelago il 18 gennaio, la Task force 8 ricevette ordine di assistere la Task force 17 (centrata attorno alla portaerei USS Yorktown) nelle rapide incursione aeronavali contro il protettorato giapponese delle isole Marshall e contro le isole Gilbert: il San Francisco rimase invece di scorta al convoglio, coprendone lo scarico. L'8 febbraio lasciò Tutuila e si riunì il 10 alla 6ª Divisione incrociatori, aggregata alla Task force 11 del viceammiraglio Wilson Brown (portaerei USS Lexington più navi di scorta) che si preparava a colpire la base nipponica di Rabaul; tuttavia la squadra fu avvistata e subì l'attacco rimasto senza esito di due ondate di bombardieri bimotori, che convinse il viceammiraglio Brown a ritirarsi verso est. La Task force accostò poi a sud e il 10 marzo supportò la Task force 17 del contrammiraglio Frank Fletcher nell'attacco alla testa di ponte stabilita il 9 marzo da forze giapponesi a Lae e Salamaua, sulla costa settentrionale della Nuova Guinea. Sulla rotta del ritorno l'incrociatore pesante USS Minneapolis avvistò uno dei quattro idrovolanti del San Francisco, dato per disperso il 7 marzo poiché venti contrari l'avevano fatto finire fuori rotta: l'aereo e l'equipaggio furono recuperati intatti. Tornato a Pearl Harbor il 26 marzo, il 22 aprile partì da Oahu per scortare il convoglio 4093 a San Francisco. Il 2 maggio il capitano Callaghan fu sostituito dal parigrado Henry Ehrman Thornhill, che tuttavia già il 16 cedeva il comando al capitano Charles Horatio McMorris; alla fine del mese l'incrociatore ricoprì un'analoga missione per il convoglio PW 2076, recante a bordo la 37ª Divisione fanteria che sbarcò a Suva, capitale delle Figi, e truppe speciali destinate all'Australia. Il San Francisco rimase tra le navi di scorta fino all'altezza di Auckland, poi invertì la rotta e tornò a Pearl Harbor per il 29 giugno. Nel frattempo, tra il 4 e il 6 giugno, si era svolta la decisiva battaglia delle Midway che aveva inferto una grave sconfitta tattico-strategica all'Impero giapponese, fermandone all'improvviso la rapida espansione.
A luglio formò con i cacciatorpediniere Laffey e Ballard la scorta al convoglio 4120 destinato alle Figi; ne protesse lo scarico, quindi continuò la navigazione per unirsi alla forza d'invasione delle isole Salomone. Divenuto nave ammiraglia del retroammiraglio Norman Scott, a capo della forza di incrociatori della Task force 18, fornì protezione ai trasporti durante e dopo gli sbarchi sull'isola di Guadalcanal e sull'isola di Tulagi. Il 3 settembre il San Francisco e gli altri incrociatori si ancorarono a Nouméa in Nuova Caledonia, rimanendovi fino all'8 per riparazioni e rifornimento; quindi partirono per incontrarsi con un convoglio che trasportava rinforzi alla 1ª Divisione Marine su Guadalcanal. L'11 settembre la Task force 18 formata attorno alla portaerei USS Wasp s'incontrò con la Task force 17 della portaerei USS Hornet; il 14 settembre il convoglio salpò dalle Nuove Ebridi e godette della protezione supplementare della Task force 61. Tuttavia il 15 settembre la portaerei Wasp fu silurata e dovette essere affondata per i troppi danni subìti: la Task force 18 tornò indietro a Espiritu Santo. La mattina del 17 il San Francisco accompagnato dall'incrociatore leggero USS Juneau e da cinque cacciatorpediniere si reincontrò con la TF 17 per fornire protezione a un altro convoglio. Il 23 settembre il San Francisco e gli incrociatori pesanti Minneapolis, Salt Lake City, USS Chester, quelli leggeri USS Boise e USS Helena e lo squadrone cacciatorpediniere 12 vennero riuniti nella Task force 64, posta agli ordini del contrammiraglio Scott imbarcato sul San Francisco e incaricata di proteggere i trasporti verso Guadalcanal.
Tra il 24 settembre e il 7 ottobre la squadra rimase nelle acque delle Nuove Ebridi; partì poi per scortare un convoglio e contrastare un'eventuale e analoga missione nipponica. Nelle prime ore del pomeriggio dell'11 ottobre un bombardiere Boeing B-17 Flying Fortress avvistò una squadra giapponese che discendeva lo "Slot" (il braccio di mare tra i due gruppi delle isole Salomone): la Task force 64 meno il Chester puntò su Guadalcanal, ne passò da sud la punta occidentale alle 21:00 circa e accostò poi con rotta nord-est per passare a nord-ovest dell'isola di Savo e intercettare così la squadra nipponica. Essa, guidata dal contrammiraglio Aritomo Gotō, era incaricata di bombardare l'aeroporto di Punta Lunga e veniva con gli incrociatori pesanti Aoba (ammiraglia), Furutaka e Kinugasa in linea di fila, affiancati da due cacciatorpediniere (Fubuki e Hatsuyuki). Alle 22:35 anche Scott dispose le proprie navi in linea di fila con il San Francisco al quarto posto; alle 23:30 un suo idrovolante segnalò le navi giapponesi a ovest di Guadalcanal, integrando le informazioni ricavate dal radar dell'Helena. Scott invertì la rotta mediante un'accostata a sinistra, avvicinandosi a soli 4.600 metri dalle unità nipponiche, ancora ignare di essere state individuate, e alle 23:46 tutte le navi statunitensi aprirono il fuoco sulla colonna giapponese. Colto di sorpresa e ferito, Gotō ordinò di ripiegare accostando a destra ma espose così la propria formazione all'intera linea statunitense: il San Francisco colpì ripetutamente il Fubuki imitato dalle altre navi e lo affondò alle 23:53. Il contrammiraglio Scott ordinò una rotta a nord-ovest per inseguire i giapponesi in ritirata; il Kinugasa rispose con alcune salve che caddero molto vicino al San Francisco e colpirono il Boise, preso di mira anche dall'Aoba. Quest'ultimo fu però inquadrato dal San Francisco e incassò diverse granate prima di riuscire a sganciarsi. Alle 00:20 circa la battaglia di Capo Speranza si concluse con una vittoria tattica della marina statunitense, rivelatasi in grado di battere i giapponesi in uno scontro navale notturno.

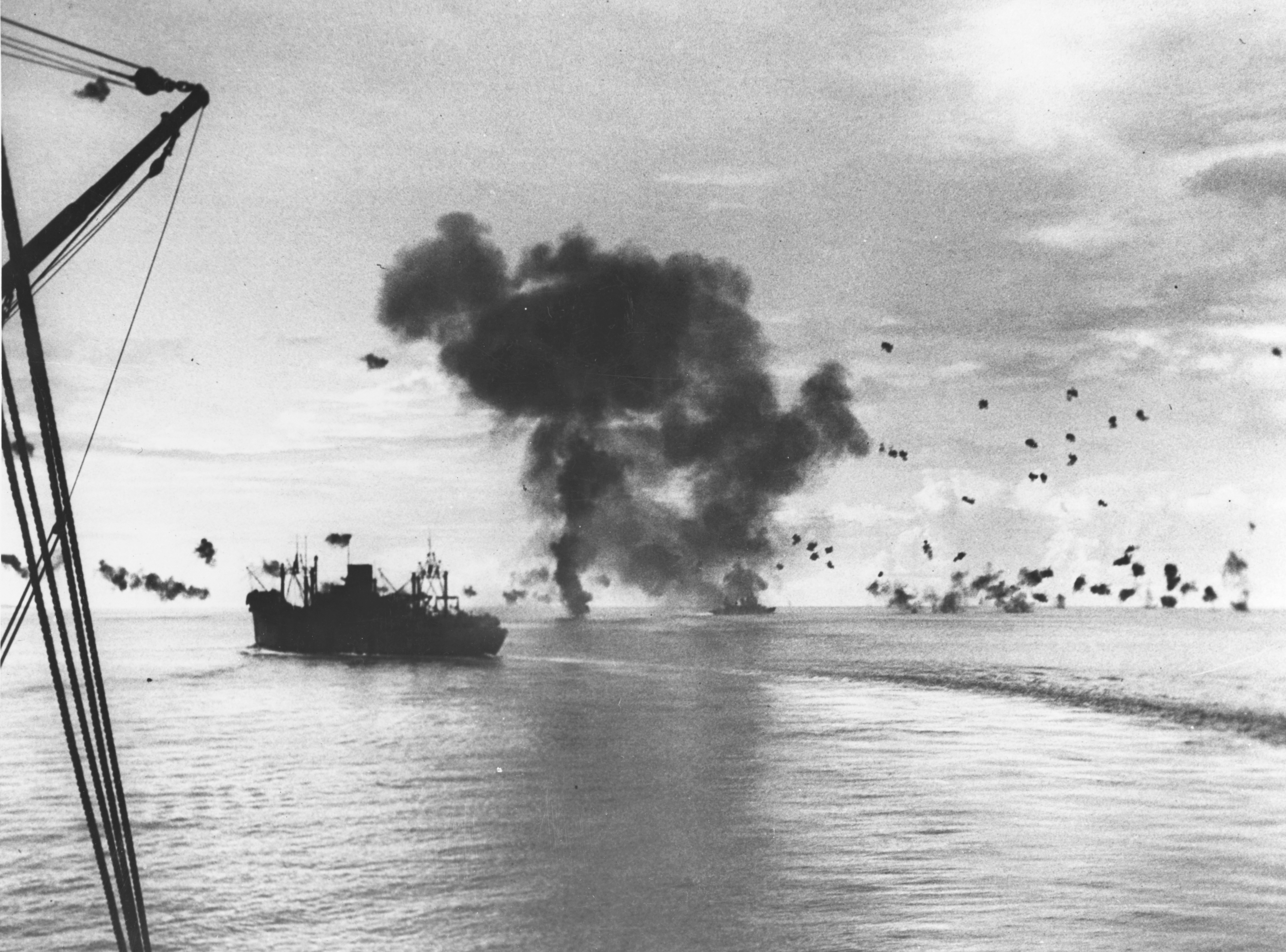
Il San Francisco (al centro in secondo piano) viene centrato da un bombardiere giapponese a poppa, nel corso dell'attacco aereo del 12 novembre 1942

Tornato a Espiritu Santo, il 15 ottobre il San Francisco riprese le missioni di scorta e supporto alla campagna in corso. Mentre il 20 ottobre tornava all'ancoraggio con l'Helena e il Chester, alle 21:19 fu oggetto di un attacco portato da un sommergibile ma non subì danni; il Chester fu invece colpito ma non gravemente. Giunto nella notte del 21 ottobre a Espiritu Santo, salpò la mattina del 22 per scortare un convoglio. Il 28 ottobre il retroammiraglio Scott trasferì le proprie insegne sull'incrociatore leggero USS Atlanta e il 29 il San Francisco si ormeggiò a Espiritu Santo dove il giorno successivo divenne nave ammiraglia del retroammiraglio Callaghan, comandante del Task group 64.4, poi denominato Task force 65. Il 31 ottobre la formazione fece rotta su Guadalcanal in scorta a un convoglio ed eseguì poi il bombardamento di Kokumbona e Punta Koli, capisaldi giapponesi rispettivamente a ovest ed est della testa di ponte; il 6 novembre, completato lo scarico, i trasporti e la TF 65 partirono e giunsero a Espiritu Santo l'8. Qui il San Francisco passò agli ordini del capitano Cassin Young e divenuto ammiraglia del Task group 67.4 salpò di nuovo per proteggere un gruppo di trasporti diretto a Guadalcanal; prima di mezzogiorno la formazione fu individuata da un idrovolante giapponese. Nella mattinata del 12 novembre le navi cominciarono lo scarico ma alle 13:18 il viceammiraglio Richmond Turner ordinò di sospendere l'operazione poiché era stata segnalata un'incursione aerea giapponese: dopo le 14:00 sedici bombardieri Mitsubishi G4M e trenta caccia Mitsubishi A6M iniziarono l'attacco; alle 14:16 un G4M in fiamme si schiantò sulla poppa del San Francisco, rimbalzò e cadde in mare. L'impatto distrusse il radar di controllo tiro della torre poppiera, una piattaforma con tre cannoni Oerlikon da 20 mm e bruciò il comando secondario "Comando Due" (riparato in parte nelle ore seguenti). Tra l'equipaggio si contarono quindici morti e ventinove feriti (ventiquattro morti e quarantacinque feriti secondo un'altra fonte), i quali ultimi furono trasferiti sul trasporto USS President Jackson. Appena completato il trasbordo giunsero comunicazioni che segnalavano una forza navale giapponese nello "Slot" comprendente le due corazzate Hiei e Kirishima, l'incrociatore leggero Nagara e undici cacciatorpediniere: l'ammiraglio Turner passò al retroammiraglio Callaghan il comando di tutte le navi di scorta al convoglio (tre incrociatori pesanti tra i quali il San Francisco, due leggeri - Atlanta e Juneau - e otto cacciatorpediniere); Callaghan accompagnò i trasporti indenni fuori dall'area, quindi ricompose la propria squadra e si gettò a tutta forza verso ovest in linea di fila con il San Francisco al sesto posto, passando il canale Lengo a mezzanotte e percorrendo quasi in parallelo la costa nord di Guadalcanal. La confusione nelle trasmissioni radio impedì a Callaghan di individuare con precisione la forza giapponese, a sua volta divisasi in vari gruppi a causa degli ordini incerti del comandante, viceammiraglio Hiroaki Abe; le formazioni si scompaginarono e cozzarono l'una contro l'altra alle 01:50 circa del 13 novembre, dando inizio a una furiosa e caotica battaglia.

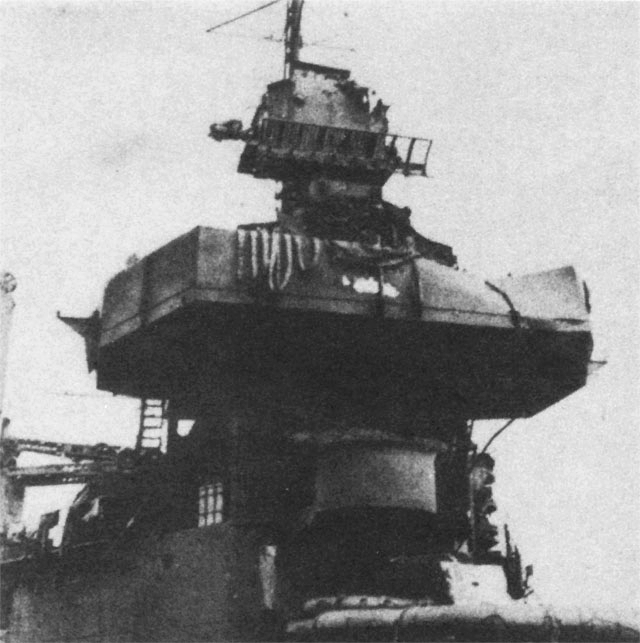
I danni al "Comando Due" del San Francisco, provocati dalle bordate della corazzata giapponese Hiei nel corso del combattimento notturno del 13 novembre

Il San Francisco impegnò subito alcuni cacciatorpediniere ma per errore colpì con due salve da 203 mm l'incrociatore Atlanta, già molto danneggiato nei primi minuti del combattimento e alla deriva; il contrammiraglio Scott rimase ucciso. Il contrammiraglio Callaghan si rese conto dell'abbaglio e ordinò di concentrare le bordate sulle unità più grandi in vista, ovvero le due corazzate nipponiche. Il San Francisco attaccò la Hiei in fiamme con il supporto di alcuni cacciatorpediniere, che tuttavia dovettero difendersi da unità similari giapponesi; la Hiei concentrò sul San Francisco il tiro dei pezzi da 356 mm e 155 mm, che devastò del tutto il "Comando Due" e investì la plancia: il contrammiraglio Callaghan assieme alla maggior parte del proprio stato maggiore morì sul colpo e il capitano Young fu ferito gravemente. Il comando fu preso dal capitano di corvetta e addetto alle comunicazioni Bruce McCandless che condusse l'incrociatore dapprima verso ovest, impegnando ancora le corazzate giapponesi, poi decise di ritirarsi facendo rotta a est, del tutto privo di contatti con le altre unità.
L'incrociatore era stato colpito da 45 granate che avevano messo fuori uso tutti i pezzi da 127 mm meno uno, provocato 25 incendi poi domati, devastato la plancia e il "Comando Due", ma i danni non erano fatali e nessun colpo era caduto sotto la linea di galleggiamento; si contarono 71 morti, compresi il contrammiraglio Callaghan e il capitano Young, 103 feriti e 4 dispersi (un'altra fonte riporta invece che vi furono 81 morti e 105 feriti). Alle 04:00 circa l'Helena lo raggiunse e le due unità attraversarono il canale Sealark; alle 10:00 lo Juneau si avvicinò per far passare il proprio personale medico sul San Francisco. Improvvisamente alle 11:01 un siluro d'ignota provenienza centrò lo Juneau, che saltò in aria; i rottami proiettati dallo scoppio tranciarono le gambe a un uomo dell'equipaggio, morto poco dopo. Il 13 novembre il capitano di corvetta Herbert Emery Schonland assunse il comando interinale del San Francisco fino al 17, quando subentrò il capitano Albert Finley France, jr. Nel pomeriggio del 14 l'incrociatore si ormeggiò a Espiritu Santo; quattro giorni più tardi salpò per Nouméa e da lì il 23 novembre fece rotta per gli Stati Uniti, ancorandosi a San Francisco l'11 dicembre: il 14 iniziarono le riparazioni a Mare Island.

#### 1943

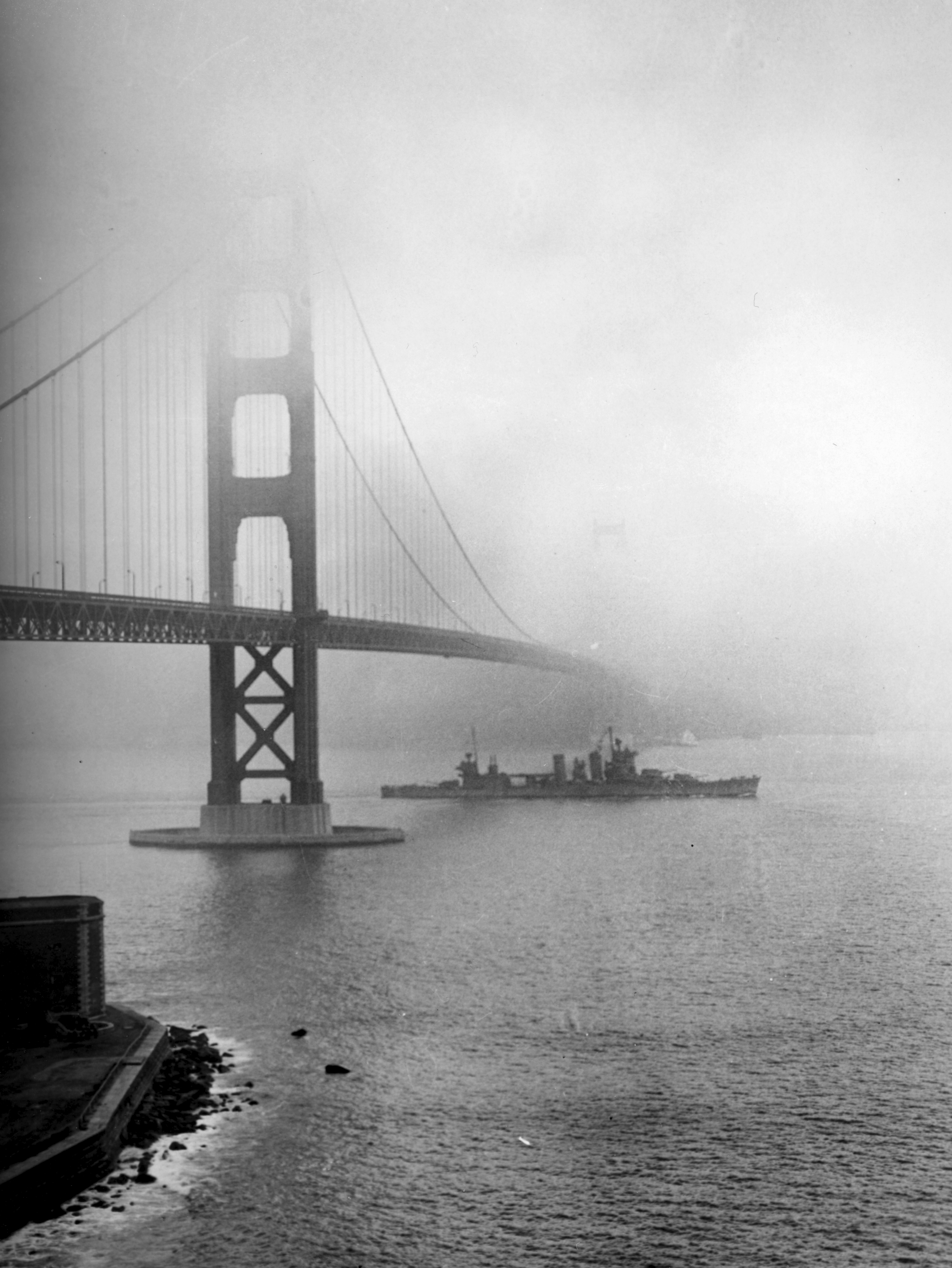
Danneggiato durante la campagna di Guadalcanal, il San Francisco arriva nel dicembre 1942 nella baia dell'omonima città per le riparazioni

Il 26 febbraio 1943 il San Francisco tornò operativo e fece subito rotta per il Pacifico meridionale, aggregandosi alla scorta del convoglio PW 2211 durante il viaggio, che si concluse il 20 marzo a Nouméa. Lasciò questo ancoraggio il 25 per fare tappa all'isola di Éfaté, poi fece ritorno alle Hawaii a metà aprile: era infatti stato riassegnato alla Task force 16, operante nella "Forza settentrionale" dipendente dalla Flotta del Pacifico, cui si unì al largo dell'Alaska alla fine di aprile. Presa base alla baia Kuluk dell'isola di Adak, partecipò ai bombardamenti navali durante la battaglia di Attu (11-30 maggio) e fornì copertura nel corso della breve riconquista dell'isola di Kiska in luglio, che i giapponesi avevano sgomberato. L'incrociatore effettuò inoltre ricognizioni a ovest delle isole Aleutine e scortò varie navi mercantili impegnate o in transito nella zona. A metà settembre fu sottoposto a un ciclo di raddobbo a Pearl Harbor e fu integrato nella Task unit 14.2.1 della Task force 14. La squadra salpò il 29 settembre e condusse tra il 5 e il 6 ottobre un raid aeronavale contro l'isola di Wake, rientrando a Pearl Harbor l'11 dove sostò brevemente prima di fare rotta per le isole Gilbert: qui il 20 novembre il San Francisco impiegò i propri pezzi nel bombardamento preparatorio allo sbarco su Betio, nell'atollo di Tarawa; nei giorni seguenti pattugliò la costa occidentale dell'atollo Makin, dove erano all'àncora i trasporti e le navi d'assalto. Il 26 novembre fu distaccato al Task group 50.1 incentrato sulle portaerei USS Yorktown, USS Lexington, quella leggera USS Cowpens e con cinque altri incrociatori e sei cacciatorpediniere: la formazione attaccò la mattina 4 dicembre le installazioni giapponesi sull'atollo di Kwajalein, nel protettorato delle isole Marshall. Alle 12:00 circa gruppi di velivoli nipponici andarono al contrattacco e alle 12:50 circa il San Francisco fu una delle navi prese di mira; fu mitragliato varie volte e tre aerosiluranti si portarono in posizione di lancio di prua sulla sinistra, tuttavia due furono abbattuti dallo sbarramento antiaereo della nave e il terzo dalla Yorktown. A bordo dell'incrociatore si ebbero un morto e ventidue feriti. La forza statunitense continuò gli attacchi il 5 dicembre, poi il 6 si ritirò verso Pearl Harbor con la Lexington danneggiata da un siluro. Il 26 dicembre il capitano Finley France cedette il comando al capitano Harvey Everett Overesh.

#### 1944

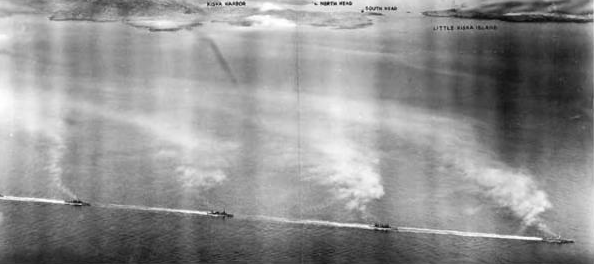
Coadiuvato dall'incrociatore leggero e da quelli pesanti e Wichita, il San Francisco (secondo da destra) bombarda l'isola di Kiska

Il 22 gennaio 1944 il San Francisco, trasferito alla Task force 52, partì per un secondo raid sulle Marshall. Dopo aver colpito l'atollo di Maloelap per neutralizzare forze nipponiche lì dislocate, la squadra si spostò al largo di Kwajalein. Il San Francisco si ancorò alle 06:30 del 31 gennaio e un'ora dopo aprì il fuoco in preparazione allo sbarco delle forze dell'US Army, prendendo di mira anche un piccolo vascello nella laguna dell'atollo; alle 08:49 interruppe il cannoneggiamento solo per riprenderlo alle 09:00 contro due isolotti denominati in codice "Berlin" e "Beverly". Nel tardo pomeriggio anche l'isola "Bennett" fu assegnata all'incrociatore, che dovette suddividere il tiro tra i tre obiettivi. Fino al 6 febbraio rimase nella zona dell'atollo fornendo supporto durante le rapide operazioni anfibie che si susseguivano sulle poco difese isole, quindi l'8 febbraio giunse all'atollo Majuro, da poco conquistato, per entrare a far parte del Task group 58.2 della Task force 58 di portaerei veloci. Il 16 febbraio le scortò durante l'attacco alla base di Truk nelle isole Caroline fino alle prime ore del 17 febbraio, quando la portaerei leggera USS Intrepid fu colpita da un siluro e dovette ripiegare: la nave fu accompagnata verso Pearl Harbor da alcune unità e dal San Francisco, il quale il 19 febbraio ricevette ordine di tornare a Majuro per riunirsi al TG 58.2, che il 25 febbraio rientrò anch'esso alle Hawaii. Il 22 marzo la TF 58, dopo due giorni di rifornimento a Majuro, condusse pesanti raid sulle Caroline occidentali (in particolare su Woleai) e tra il 30 marzo e il 1º aprile sulle isole Palau, a sud-ovest delle prime. Tra il 6 e 13 aprile la grande formazione rimase nella laguna di Majuro, quindi salpò diretta a sud-est verso la Nuova Guinea e attaccò le basi giapponesi sull'isola dal 21 al 28 aprile: in particolare il TG 58.2 sostenne attivamente gli sbarchi ad Aitape e Hollandia pianificati dal generale Douglas McArthur. Il 29 aprile la TF 58 si raggruppò e lanciò una seconda incursione sulla base di Truk, che i giapponesi stavano riattivando; il giorno dopo il San Francisco e altri otto incrociatori (tra i quali il New Orleans e il Minneapolis) eseguirono un bombardamento di alcune isole dell'atollo di Satawan, nelle Caroline, quindi tornarono con il resto della Task force a Majuro.

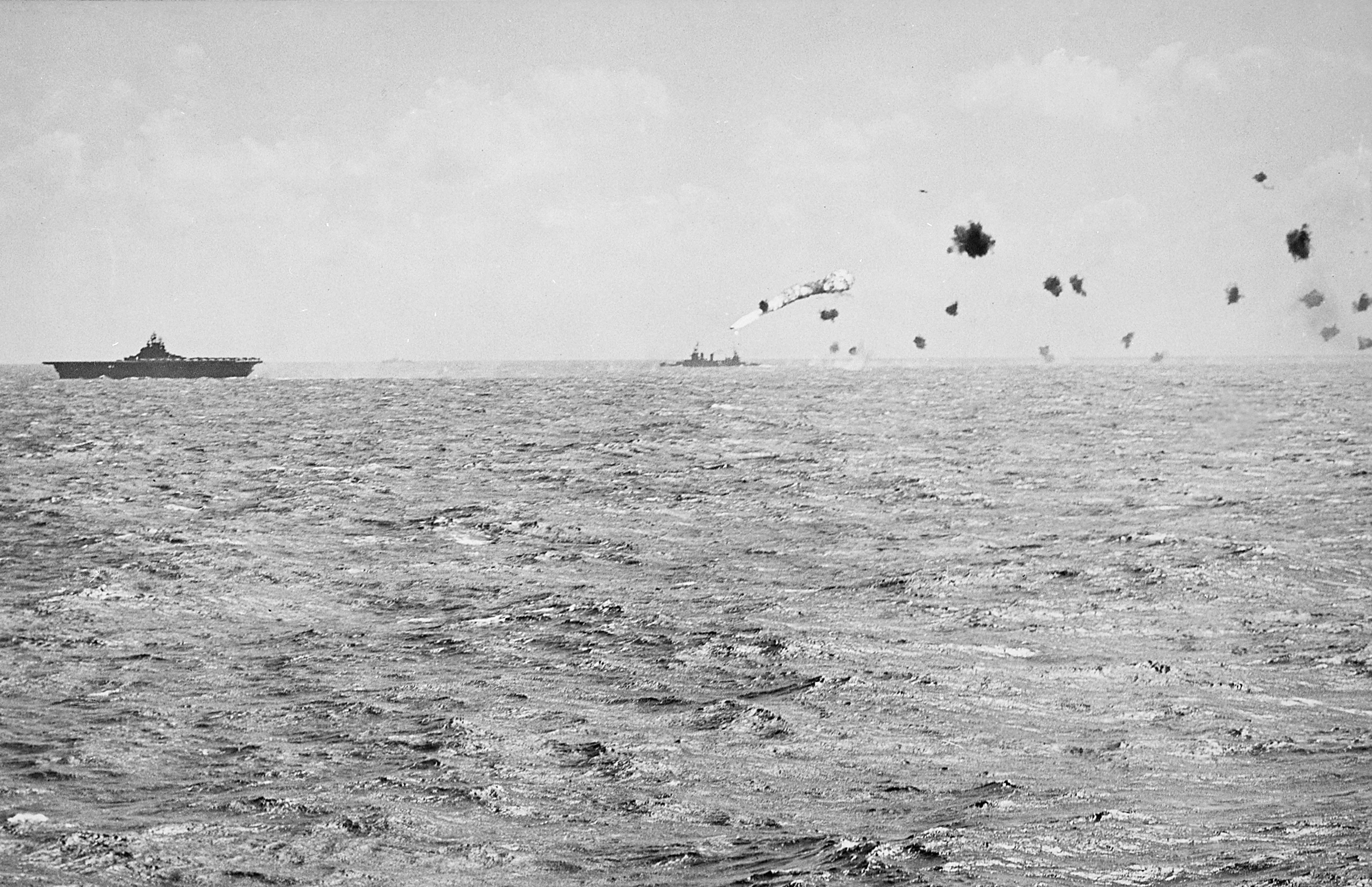
Il San Francisco (al centro) abbatte un velivolo nipponico nei cieli delle isole Marshall, attaccate nel dicembre 1943

Ai primi di giugno il San Francisco si spostò nella laguna di Kwajalein per unirsi al Task Group 53.15, la forza da bombardamento assegnata all'attacco dell'isola di Saipan, nelle isole Marianne Settentrionali. La squadra salpò il 10 giugno e per il 14 e 15 giugno cannoneggiò l'isola di Tinian, poi si portò al largo di Saipan per rimanere a disposizione delle truppe sbarcate sull'isola e impegnate nella feroce battaglia contro la guarnigione nipponica. Il 16 giugno il San Francisco fu temporaneamente passato alla 9ª Divisione incrociatori che stava bombardando Guam, ma comunicazioni e messaggi d'avvistamento circa una vasta forza navale nipponica che puntava sull'arcipelago indussero i comandi statunitensi a richiamare la divisione al largo di Saipan: qui il 17 il San Francisco si rifornì e si pose a guardia della flotta anfibia d'invasione. Nella mattinata del 19 giugno cominciarono gli attacchi aerei giapponesi, portati fino al pomeriggio: alle 10:46 l'incrociatore fu mancato di misura da diverse bombe, che caddero a prua e a poppa; la contraerea delle navi entrò in azione e un proiettile da 40 mm proveniente dall'incrociatore pesante USS Indianapolis rese inservibili gli apparati fumogeni del San Francisco. Alle 14:24 si scatenò l'ultimo attacco nipponico della giornata, condotto con bombardieri in picchiata, ma rimase senza effetto. Dopo un breve inseguimento della flotta giapponese in ritirata, le navi di scorta della TF 58 ritornarono al largo di Saipan; conquistata l'isola, il San Francisco si spostò al largo di Guam attaccando vari obiettivi nella zona di Agat-Agana tra l'8 e il 12 luglio. Dopo alcuni giorni necessari a riempire i depositi di munizioni, riprese le missioni di supporto tra il 18 e il 24 luglio bombardando la penisola di Orote e di nuovo Agat. Il 30 luglio l'incrociatore iniziò il viaggio di ritorno negli Stati Uniti, passando per l'atollo Eniwetok e Pearl Harbor: giunse il 16 agosto ai cantieri di Mare Island, dove rimase fino al 17 ottobre per approfondite revisioni.
Il 31 ottobre salpò diretto a ovest e il 21 novembre giunse all'atollo di Ulithi, dove ridivenne ammiraglia della 6ª Divisione incrociatori. Compreso nel Task group 38.1 della Task force 38 (la flotta di portaerei veloci era così denominata quando operava nel teatro del Pacifico sud-occidentale), partì il 10 dicembre e rimase a protezione delle portaerei durante le incursioni sull'isola di Luzon, la principale delle Filippine, eseguite il 14 e il 15 dicembre: lanciò inoltre i propri idrovolanti in pattuglie antisommergibile e missioni di salvataggio. Il 16 dicembre la flotta s'incontrò con il gruppo di rifornimento TG 30.1 ma tra il 17 e il 18 dicembre si scatenò un violento tifone che affondò tre cacciatorpediniere (Spence, Monaghan, Hull): il 19 dicembre il San Francisco dette il proprio contributo nella ricerca dei sopravvissuti. Il mare ancora mosso impedì alle portaerei di effettuare ulteriori attacchi e quindi il 24 la Task force ripiegò, ormeggiandosi il 30 dicembre a Ulithi.

#### 1945

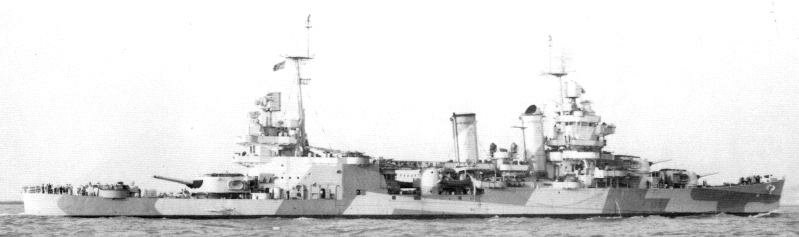
Il San Francisco dopo il raddobbo a Mare Island, durato dall'agosto all'ottobre 1944

Dal 2 al 22 gennaio la Task Force 58 fu in mare per colpire molteplici obiettivi sull'isola di Formosa (2-3 gennaio, 9 e 21 gennaio), su Luzon (5-7 gennaio), il naviglio nipponico incrociante nel Mar Cinese Meridionale e le installazioni costiere in Indocina (11-14 gennaio), l'area di Hong Kong-Amoy-Shantou (15-16 gennaio) e infine sulle isole Ryūkyū (22 gennaio). Il 23 fece rotta per le Caroline occidentali arrivandovi il 26 gennaio: il 10 febbraio l'intera flotta salpò e tra il 16 e il 17 febbraio devastò impianti industriali per la produzione di velivoli su Honshū, la principale isola del Giappone; il 19 febbraio fornì un imponente appoggio aeronavale agli sbarchi su Iwo Jima. In particolare il San Francisco rimase a disposizione delle divisioni Marine a terra fino al 23 febbraio, quando scortò le portaerei per un raid su Tokyo: il 27 febbraio la TF 58 tornò a Ulithi. Il San Francisco (dal 10 marzo agli ordini del capitano John Esten Whelchel, ultimo comandante dell'incrociatore) fu quindi trasferito alla Task force 54 che salpò il 21 marzo per partecipare alla conquista dell'isola di Okinawa; il 25 marzo bombardò le isole Kerama (Aka, Keruma, Zamami e Yakabi) a sud-ovest di Okinawa, supportò i dragamine e il giorno successivo coprì gli sbarchi combattendo con successo contro le batterie costiere nipponiche.
Dal 28 marzo partecipò al cannoneggiamento pre-sbarco, che avvenne incontrastato il 1º aprile: il San Francisco, posizionato nel settore 5 dinanzi alla capitale Naha, impiegò i propri pezzi nella distruzione di postazioni armate, casematte, concentramenti di truppe e crocevie segnalate via radio dalle truppe a terra. Il 6 aprile si ormeggiò alle Kerama per rifornimento di munizioni e carburante e, dopo aver contribuito all'abbattimento di un aerosilurante Nakajima B6N, si riunì alle navi al largo di Okinawa proprio mentre giungeva un numeroso stormo nipponico; nel corso della battaglia il San Francisco distrusse un altro aerosilurante, modello Nakajima B5N. All'alba del 7 aprile si verificò un altro massiccio attacco aereo e un kamikaze tentò di gettarsi sul San Francisco, venendo polverizzato a meno di 50 metri a sinistra di prua dal tiro contraereo dell'incrociatore. Fino al tardo pomeriggio operò con la Task force 51 incaricata di battere la costa orientale di Okinawa, poi ritornò alla TF 54. Il 12 aprile, durante una delle quotidiane incursioni giapponesi, incendiò un bombardiere in picchiata Aichi D3A che tentò senza riuscirci di schiantarsi su un mercantile, prima di esplodere in mare. Ancora in seno alla TF 51 il 13 e 14 aprile, il 15 tornò alla TF 54 e rimase a guardia dei trasporti all'àncora; nella notte contribuì, con l'illuminazione dei proiettori di bordo, all'affondamento di tre canotti a motore carichi di esplosivo (Shinyo), una delle disperate contromisure giapponesi alla preponderanza militare statunitense. All'alba del 16 aprile cannoneggiò l'aeroporto di Naha e nella giornata del 17 prese sotto tiro quello di Machinato; il giorno successivo tornò sulla costa est e si ancorò a sera nella baia di Nakagusuku, appoggiando le truppe a terra: per la seconda volta bombardò a più riprese, tra il 21 e il 24 aprile, la zona dell'aeroporto di Naha, prima di ripiegare a Ulithi. Il 13 maggio tornò alla baia e appoggiò la 96ª Divisione fanteria impegnata a stroncare la resistenza giapponese a sud-est del paese di Yunabaru. Il 20 prese sotto tiro l'isolotto di Kutaka Shima ma nella notte del 22 dovette interrompere il tiro poiché i depositi per le granate da 203 mm erano esauriti; rifornitosi, il 27 aprile accompagnò con il proprio fuoco l'avanzata della 77ª Divisione fanteria, poi tra il 28 e il 30 rimase ormeggiato alle isole Kerama. Per le due settimane successive operò al largo della costa ovest di Okinawa in aiuto della 1ª e 6ª Divisione Marine.
Il 21 giugno, caduta Okinawa, il San Francisco ricevette ordine di unirsi al Task group 32.15 in un punto 120 miglia a sud-est dell'isola. Il 3 luglio la formazione navigò in direzione delle Filippine dove gli Stati Uniti stavano concentrando le forze per l'invasione dell'arcipelago metropolitano nipponico; tuttavia il 15 agosto 1945 il Giappone si arrese senza condizioni agli Alleati, ponendo fine alla seconda guerra mondiale.

### Ultimi anni

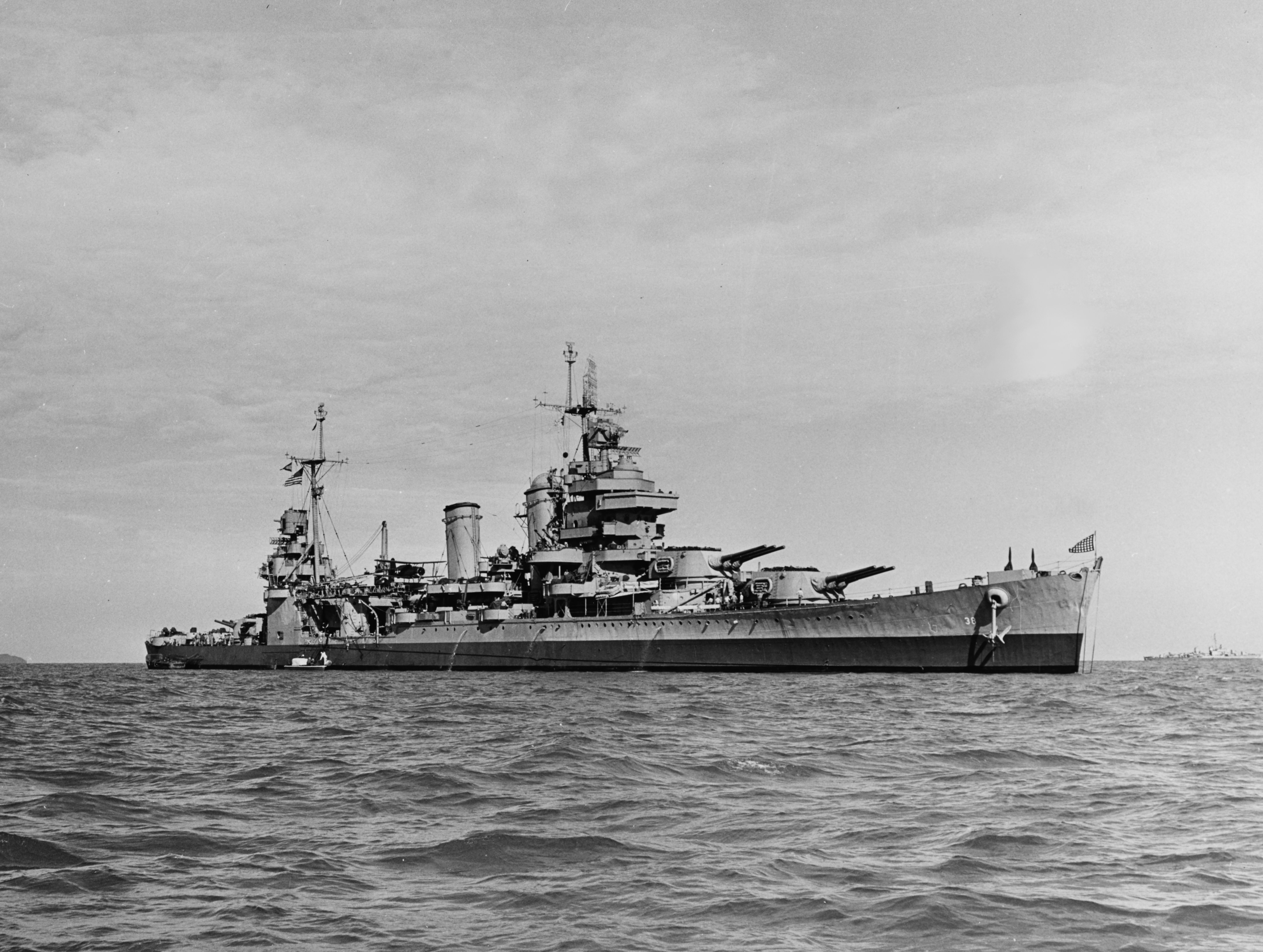
Il San Francisco dinanzi alle coste coreane, dopo la fine della seconda guerra mondiale

Dalla baia di Subic sulla costa occidentale di Luzon, dove era ancorato, il San Francisco salpò il 28 agosto diretto nel Mar Giallo; entrò quindi nella baia di Bohai dove partecipò a una dimostrazione di forza e coprì poi le operazioni di sminamento condotte dai dragamine. L'8 ottobre fece tappa a Jinsen in Corea e tra il 13 e il 16 ottobre fu tra le unità coinvolte in una seconda dimostrazione nella baia. Il 27 novembre salpò con rotta est e arrivò a San Francisco a metà dicembre; ai primi di gennaio 1946 l'incrociatore partì con destinazione la costa orientale statunitense, passò il canale di Panama e giunse a Philadelphia il 19 gennaio. Il 10 febbraio il San Francisco fu radiato dal servizio attivo e inserito nel cosiddetto "Philadelphia Group" in forza alla Flotta di riserva dell'Atlantico: vi rimase fino al 1º marzo 1959, quando venne eliminato dalla lista della marina. Lo scafo disarmato del San Francisco fu venduto il 9 settembre alla Union Mineral and Alloys Corporation (New York) che attese alla sua demolizione.

## Riconoscimenti
L'incrociatore pesante San Francisco ricevette diciassette Battle Star per il servizio svolto in guerra; fu inoltre insignito della Presidential Unit Citation per il ruolo svolto nella battaglia di Capo Speranza (11-12 ottobre 1942) e in quella navale di Guadalcanal (12-13 novembre 1942).
Tra il settembre 1943 e il novembre 1944 la marina statunitense fece entrare in servizio undici cacciatorpediniere di scorta nominati in onore degli undici addetti ai tre cannoni Oerlikon sulla piattaforma di poppa del San Francisco, morti nel primo pomeriggio del 12 novembre 1942 in seguito allo schianto del bombardiere G4M giapponese. Ciascuno di loro (William F. Cates, George R. Eisele, George I. Falgout, Andrew J. Gandy, Eugene F. George, Albert T. Harris, Harry J. Lowe, Jackson K. Loy, William T. Powell, Frank O. Slater, John L. Williamson) fu encomiato postumo con la Navy Cross per aver continuato a sparare sull'aereo senza abbandonare i propri posti. Gli undici cacciatorpediniere di scorta combatterono nel corso della guerra sia in Atlantico che nel Pacifico.
Tre membri dell'equipaggio vennero decorati con la Medal of Honor. Uno di questi era il Boatswain' Mate (nostromo) di 1ª classe Reinhardt J. Keppler: egli prestò soccorso ai feriti dopo lo schianto del velivolo. Fu ucciso durante la battaglia navale notturna tra il 12 e il 13 novembre, nel corso della quale s'impegnò a salvare i commilitoni feriti. In suo onore nel 1947 fu varato il cacciatorpediniere USS Keppler (DD-765), che rimase in servizio attivo fino al 1972.
A San Francisco fu eretto un memoriale: su una placca è inciso uno scritto del presidente Franklin Delano Roosevelt, datato 17 novembre 1942, che ricorda le azioni salienti della battaglia navale del 13 novembre. Più sotto sono elencati i nomi di 107 membri dell'equipaggio, morti nel corso del servizio tenuto sulla nave.